# コバンソウ
コバンソウ（Briza maxima L.）は単子葉類イネ科コバンソウ属の一年生植物である。小判に似た形の小穂をつけることから名付けられた。

## 特徴
日本では雑草として見られるもののひとつで、その中ではやや大きく偏平で、小判型の小穂が目につきやすい。成熟するとカラカラと音をたてることから「スズガヤ」の別名もある。
草丈は10-60cm程度になる。茎は直立し、根元はややほふくする。葉は細長く、長さ5-10cm、幅3-8mmで毛がなく縁がざらつく。葉舌はまるく毛がない。
夏（7-9月）に茎の上部にまばらに数個（多くても10程度）の小穂のついた、先が垂れる円錐花序を形成する。小穂は細い枝で垂れ下がり、卵形から楕円形で長さ1-2cm、幅1cm位で、8-18個の小花でつくられている。小穂は左右から扁平だが鱗片はふくらんで厚みがある。一対の包穎のみやや濃く色づくが、他の護穎は淡い緑色から成熟すると黄褐色に変わり、光沢があって美しい。和名はこれを小判に見立てたものである。別名にタワラムギがあり、これもふくらんだ小穂の形を俵に見立てたものである。

## 分布と生育地
ヨーロッパ原産で、日本には明治時代に観賞用として渡来した。今ではそれが野生化し、海岸砂地などに大群落をつくっている。
ヨーロッパ、アフリカ、アジア、オセアニア、南北アメリカの温帯地域に分布し、日本では本州中部以南に分布する。
沿海地の畑、道端、荒地などに生育し、日当たりのいいところを好む。乾燥に強く、土壌の質を選ばない。

## 近似種など
同属のヒメコバンソウ B. minor L. がある。形態的には似ているが、小穂が長さ4mmほどと遙かに小さく、また遙かに多くの小穂を一つの花序につけるため、外見的には大きく異なる。やはり雑草として広く見られる。またスズメノチャヒキ属にニセコバンソウ Bromus brizaeformis Fisch. et Mey. があり、やはり大柄な小穂が大きくてややふくらんで垂れ下がり、やや似ている。しかし護穎の先端が尖り、わずかに芒がある。

## 利害
観賞用に持ち込まれたもので、現在も栽培されることもあり、その穂はドライフラワーとしても利用される。
ただし栽培逸出により移入種として広く見られ、普通の雑草である。

## 食用
食用としても利用できる。炒ってそのまま食べたり、かき揚げなんかにして食べる事もできる。味はほんのりと甘い。
第二次世界大戦において、一部の日本兵に非常時のおやつとして食べられていた事が確認されている。